# Alvania multilineata
Alvania multilineata är en snäckart som först beskrevs av William Stimpson 1851.  Alvania multilineata ingår i släktet Alvania och familjen Rissoidae. Inga underarter finns listade i Catalogue of Life.